# Jižní Borodino
Jižní Borodino (japonsky 南大東島 – Minami Daitó džima) je největší a nejlidnatější z Borodinských ostrovů, japonského souostroví ve Filipínském moři patřícího ze správního hlediska pod prefekturu Okinawa. Leží přibližně devět kilometrů jižně od menšího Severního Borodina a 360 kilometrů východně od Nahy v souostroví Rjúkjú, správního střediska prefektury. Jedná se o korálový ostrov oválného půdorysu s rozlohou zhruba třicet kilometrů čtverečních. K 1. lednu 2015 měl ostrov 1416 obyvatel.